# Kritacris dicranophallus
Kritacris dicranophallus är en insektsart som beskrevs av David M. Rowell 2007. Kritacris dicranophallus ingår i släktet Kritacris och familjen gräshoppor. Inga underarter finns listade i Catalogue of Life.